# Configni
Configni ist eine italienische Gemeinde in der Provinz Rieti in der Region Latium mit 572 Einwohnern (Stand 31. Dezember 2023). Sie liegt 74 km nördlich von Rom und 32 km östlich von Rieti.

## Geographie
Configni liegt in den Sabiner Bergen an der Grenze zu Umbrien. Es ist Mitglied der Comunità Montana Sabina.
Die Ortsteile von Configni sind Lugnola, Colli di Lugnola und Colli di Configni.
Die Nachbarorte sind Calvi dell’Umbria (TR), Cottanello, Stroncone (TR) und Vacone.

## Bevölkerungsentwicklung
| Jahr      | 1861 | 1881 | 1901 | 1921 | 1936 | 1951 | 1971 | 1991 | 2001 |
| --------- | ---- | ---- | ---- | ---- | ---- | ---- | ---- | ---- | ---- |
| Einwohner | 726  | 825  | 1056 | 1003 | 1059 | 1051 | 739  | 752  | 705  |

Quelle: ISTAT

## Politik
Luciano Leonardi (Lista Civica: In Comune) wurde am 26. Mai 2019 zum Bürgermeister gewählt. 

## Sehenswürdigkeiten
- Die Kirche Santa Maria Assunta besitzt im Innenraum einen hölzernen Hauptaltar, der eine Himmelfahrt Mariens in einem Triptychon mit Heiligen darstellt.
- Die ehemalige Rocca Orsini besteht aus mehreren quadratischen Türmen auf Bastionen.
- Die Landkirche Santa Maria della Neve enthält ein Gemälde des Martyriums des heiligen Sebastianus und eine Madonnendarstellung.
- Die Kirche San Gregorio Magno im Friedhof besitzt Fresken in der Apsis und ein Taufbecken.
- Die Kirche San Sebastiano zeigt eine moderne Apsisdarstellung mit Gottvater und Engeln sowie den Ortsheiligen.